# Свињарица
Свињарица је насеље у Србији у општини Лебане у Јабланичком округу. Према попису из 2022. било је 70 становника.

## Порекло имена
Према легенди, име је добило по неком младићу који је чувао свиње поред Царичиног града. У младића се заљубила царева ћерка. Кад је цар то сазнао, био је љутит, па су царева ћерка и младић побегли ка Лебану и Лесковцу. После тога, многа насеља ка Лесковцу су по њима добила имена, као на пример Штулац, Прекопчелица, Коњино.

## Географски положај
Налази се око десет километара западно од Лебана, поред пута који води за Слишане. За Свињарицу се може скренути лево од главног пута, јер се одвајају три помоћна пута.
Кроз Свињарицу протиче бачевинска река, која у сушним годинама зна да пресуши, али ако има већих падавина у пролеће или јесен зна и да се излије, да поплави поља, па и нека домаћинства.
На истоку села, на брду изнад реке, налази се Царичин град. Са јужне стране је село Штулац, са запада Бачевина, са севера село Мијајлица.
Село је разуђено, тако да поред реке и поред центра села постоје засеоци, као што су Баровце, Бело дрво, Панијатовци, Дарковци, Доња мала.

## Историја
Овде се налази археолошки локалитет „Свињаричка чука” са остацима старим 8 хиљада година.
Становништво се углавном бавило земљорадњом, сточарством, повртарством и воћарством. Пре Другог светског рата у селу је било занатлија као што су ковач, кројач, опанчар, дрводељач. Међутим, тога сада нема у селу. До завршетка Другог светског рата деца су ишла у основну школу у Слишане или Мијајлицу. У Свињарици је 1953. године изграђена основна школа, но сада у њој скоро да нема ђака.
Године 1949. основана је Сељачка радна задруга (СРЗ), ”Зари социјализма”, али је после пар година расформирана. У то време у село је дошао први трактор са вишебразним плугом за обраду задружног поседа.
Због уситњености поседа и у потрази за бољим животом, из села је отишло много млађих житеља. Има их како по градовима Србије и бивше Југославије, тако и по Европи, САД, Канади и другим крајевима света.

## Демографија
У насељу Свињарица живи 125 пунолетних становника, а просечна старост становништва износи 54,7 година (53,5 код мушкараца и 56,0 код жена). У насељу има 65 домаћинстава, а просечан број чланова по домаћинству је 2,11.
Ово насеље је у потпуности насељено Србима (према попису из 2002. године), а у последња три пописа, примећен је пад у броју становника.
|  |

| Демографија | Демографија | Демографија |
| Година      | Становника  | Становника  |
| ----------- | ----------- | ----------- |
| 1948.       | 550         |             |
| 1953.       | 548         |             |
| 1961.       | 511         |             |
| 1971.       | 403         |             |
| 1981.       | 298         |             |
| 1991.       | 236         | 221         |
| 2002.       | 137         | 138         |
| 2011.       | 111         |             |
| 2022.       | 70          |             |

| Етнички састав према попису из 2002.‍ | Етнички састав према попису из 2002.‍ | Етнички састав према попису из 2002.‍ | Етнички састав према попису из 2002.‍ | Етнички састав према попису из 2002.‍ |
| ------------------------------------ | ------------------------------------ | ------------------------------------ | ------------------------------------ | ------------------------------------ |
|                                      |                                      |                                      |                                      |                                      |
| Срби                                 | Срби                                 |                                      | 137                                  | 100,0%                               |

| Година пописа     | 1948. | 1953. | 1961. | 1971. | 1981. | 1991. | 2002. |
| ----------------- | ----- | ----- | ----- | ----- | ----- | ----- | ----- |
| Број домаћинстава | 99    | 99    | 101   | 101   | 89    | 82    | 65    |

| Број чланова      | 1  | 2  | 3 | 4 | 5 | 6 | 7 | 8 | 9 | 10 и више | Просек |
| ----------------- | -- | -- | - | - | - | - | - | - | - | --------- | ------ |
| Број домаћинстава | 26 | 25 | 6 | 4 | 0 | 2 | 1 | 1 | 0 | 0         | 2,11   |

| Пол    | Укупно | Неожењен/Неудата | Ожењен/Удата | Удовац/Удовица | Разведен/Разведена | Непознато |
| ------ | ------ | ---------------- | ------------ | -------------- | ------------------ | --------- |
| Мушки  | 67     | 8                | 42           | 12             | 5                  | 0         |
| Женски | 59     | 2                | 42           | 14             | 1                  | 0         |
| УКУПНО | 126    | 10               | 84           | 26             | 6                  | 0         |

| Пол    | Укупно                    | Пољопривреда, лов и шумарство | Рибарство                            | Вађење руде и камена | Прерађивачка индустрија       |
| ------ | ------------------------- | ----------------------------- | ------------------------------------ | -------------------- | ----------------------------- |
| Мушки  | 37                        | 34                            | 0                                    | 0                    | 1                             |
| Женски | 26                        | 25                            | 0                                    | 0                    | 0                             |
| УКУПНО | 63                        | 59                            | 0                                    | 0                    | 1                             |
| Пол    | Производња и снабдевање   | Грађевинарство                | Трговина                             | Хотели и ресторани   | Саобраћај, складиштење и везе |
| Мушки  | 1                         | 1                             | 0                                    | 0                    | 0                             |
| Женски | 0                         | 0                             | 0                                    | 0                    | 0                             |
| УКУПНО | 1                         | 1                             | 0                                    | 0                    | 0                             |
| Пол    | Финансијско посредовање   | Некретнине                    | Државна управа и одбрана             | Образовање           | Здравствени и социјални рад   |
| Мушки  | 0                         | 0                             | 0                                    | 0                    | 0                             |
| Женски | 0                         | 0                             | 0                                    | 0                    | 0                             |
| УКУПНО | 0                         | 0                             | 0                                    | 0                    | 0                             |
| Пол    | Остале услужне активности | Приватна домаћинства          | Екстериторијалне организације и тела | Непознато            | Непознато                     |
| Мушки  | 0                         | 0                             | 0                                    | 0                    | 0                             |
| Женски | 0                         | 0                             | 0                                    | 1                    | 1                             |
| УКУПНО | 0                         | 0                             | 0                                    | 1                    | 1                             |